# 欲望の翼
『欲望の翼』（原題：阿飛正傳、英題：Days of Being Wild）は、1990年制作の香港映画。

## 概要
1960年の香港を舞台に、若者たちの恋愛模様を描いた群像劇。ウォン・カーウァイ監督の監督第2作にあたり、前作『いますぐ抱きしめたい』が平均的なアクション映画だったのに対して、本作では、撮影監督のクリストファー・ドイルによるスタイリッシュな映像、マヌエル・プイグや村上春樹などの影響を受けた詩的なモノローグの多用、明快な起承転結を持たない構成、説明を極力省き観客の想像に委ねる話法など、ウォン監督独自の作家性がここで確立されており、初期の代表作とみなされている。
もともと前後篇二部構成の予定だったが予算とスケジュールを前編で使い切ってしまい、本作のみが完成した。ラストシーンで唐突に登場し九龍城砦の一室で身支度をするトニー・レオンは、後編の主人公となる予定だった。結局、続編は製作されず、レオンの役が何者であったかは不明のままだが、のちの『花様年華』と『2046』で演じた役に、名前や設定が一部受け継がれており、この2作が実質的な続編ともいわれる。
レスリー・チャン演じる主人公が口にする、「脚のない鳥は飛び続け、疲れたら風の中で眠り、生涯で1度だけ地上に降りる。それが最後の時」は、テネシー・ウィリアムズ作『地獄のオルフェウス』の一節。
第10回香港電影金像奨で最優秀作品賞・最優秀監督賞・最優秀主演男優賞（レスリー・チャン）を、第28回金馬奨で最優秀監督賞を受賞した。
日本では、1991年の第4回東京国際映画祭で、『デイズ・オブ・ビーイング・ワイルド』の邦題で上映された後、1992年に『欲望の翼』の邦題で劇場公開された。2005年以降、日本での上映権が消失していたが、デジタル・リマスター版が2018年2月3日から劇場公開された。さらに4Kレストア版が特集上映「ウォン・カーウァイ　ザ・ビギニング」として2023年12月8日より劇場公開され、デジタル・リマスター版ではカットされたマギー・チャンのシーンが復活したオリジナル版での上映となった。

## ストーリー
1960年の香港。サッカー競技場で働く実直なスー・リーチェン（マギー・チャン）は、売店での勤務中にヨディ（レスリー・チャン）という青年に口説かれる。金持ちの息子らしく働いていない様子のヨディ。一度は断ったが、やがてヨディと恋に落ちるスー。だが、結婚を望むスーをヨディは冷たく捨て、クラブのダンサーのミミ（カリーナ・ラウ）と付き合い始めた。密かにミミに恋心を抱くヨディの親友サブ（ジャッキー・チュン）。
捨てられても深夜にヨディの家の前に来てしまうスー。そんなスーを慰める夜勤の警官タイド（アンディ・ラウ）。話したかったら夜はこの辺を巡回しているから、近くの公衆電話にかければ出ると教えたが、電話はなく、程なくしてタイドは退官し船員に転職した。
ヨディ自身は、シニアになっても色恋沙汰を繰り返す母親に手を焼いていた。彼女は養母で、実母の正体を決してヨディに明かそうとしなかった。彼女はヨディが成人するまで実母から多額の養育費を受け取っていたのだ。新しい恋人とアメリカに去ると告げる養母。ヨディは手紙類を調べて実母の消息を知り、ミミを捨ててフィリピンへと渡った。
捨てられたことが納得できずにヨディを探し回るミミ。心配したサブ（ジャッキー・チュン）は、ヨディの居所をミミに伝え、ヨディにもらった高級車を売って渡航費も工面してやった。
フィリピンの大豪邸に暮らす実母を訪ねるヨディ。だが面会は叶わなかった。中国人街の道端で酔い潰れたヨディは金や時計を持ち去られ、通りかかった船員のタイドに助けられた。船の出港待ちで街に滞在し、翌朝ヨディに付き合って朝食がてら駅に向かうタイド。
ヨディの目的は、駅でアメリカ行きの偽造パスポートを受け取ることだった。だが金がなく、売人ともめて刺してしまうヨディ。巻き込まれてタイドも共に逃げ出し列車に飛び乗ったが、それは12時間も停車しない長距離列車だった。座席に一人でいるところを、追手に銃で撃たれるヨディ。タイドに看取られてヨディは死亡した。
ヨディを探して、一人でフィリピンに降り立つミミ。サッカー競技場で淡々と働き続けるスー。ある夜、タイドが巡回していたヨディの家の近くの公衆電話が鳴ったが、応答する者はいなかった。

## キャスト
- ヨディ：レスリー・チャン
- スー・リーチェン：マギー・チャン
- ミミ（ルル）：カリーナ・ラウ
- タイド（警官）：アンディ・ラウ
- サブ（ヨディの友達）：ジャッキー・チュン
- レベッカ（ヨディの養母）：レベッカ・パン
- ギャンブラー：トニー・レオン

## スタッフ
- 脚本・監督：ウォン・カーウァイ
- 製作：ローヴァー・タン
- 製作総指揮：アラン・タン
- 美術：ウィリアム・チョン
- 撮影：クリストファー・ドイル
- 編集：パトリック・タム
- 音楽：ザビア・クガート、ロス・インディオス・タバハラス